# Let It Bleed
《Let It Bleed》是英國搖滾樂團滾石樂隊的第八張錄音室專輯，於1969年11月28日發行，當時樂團正在美國進行巡迴演唱。這是最後一張布萊恩·瓊斯參與製作的專輯，他在專輯發行前四個月在自家泳池溺斃。
《Let It Bleed》受到非常高的評價，在AllMusic、滾石雜誌上獲得五星，新音樂快遞（NME）給予其9/10分。2003年入選滾石雜誌五百大專輯第32位。